# Festmusik ved Kong Christian IXs Regjeringsjubilæum
Festmusik ved Kong Christian IXs Regjeringsjubilæum is een compositie van Niels Gade. Hij schreef het ter gelegenheid van de festiviteiten rondom het 25-jarig jubileum van de Deense regeringen “onder” Christiaan IX van Denemarken. Meerdere componisten, zoals Carl Lumbye, schreven muziek voor de festiviteiten, maar al die muziek is in de 20e eeuw van het wereldtoneel verdwenen.